# Ófset

Esquema de funcionamiento de la parte impresora de una tinta (cuerpo) de una rotativa de litografía offset.

La impresión offset (también adaptado como ófset; del inglés offset printing) es un método de impresión (reproducción de documentos e imágenes sobre distintos soportes) que consiste en aplicar una tinta, generalmente grasa, sobre una plancha metálica, compuesta generalmente de una aleación de aluminio; constituye un proceso similar al de la litografía.
El desarrollo de la imprenta offset se dio a través de dos inventores en distintos lugares del mundo: En 1875, por el inglés Robert Barclay, quien desarrolló una versión para impresión en metales (estaño), en 1904 por el estadounidense Ira Washington Rubel, para la impresión sobre papel.
El principio de funcionamiento es similar al de la litografía: La plancha se moja con agua o una solución polar para que repela la tinta en las zonas de no imagen (zona hidrófila), para que el resto de la plancha tome la tinta en las zonas donde hay un compuesto hidrófobo o apolar (también conocido como lipófila) con la forma del motivo a imprimir previamente grabado en la plancha, sea por métodos manuales o por fotograbado; la diferencia con la litografía tradicional es que la imagen o el texto se trasfieren a la superficie a imprimir no de forma directa, sino a través un cilindro cubierto en su superficie por un material flexible (mantilla), generalmente caucho o silicona, que recibe la imagen para transferirla, por presión, a la superficie impresa, generalmente papel.
Es precisamente esta característica la que confiere una calidad excepcional a este tipo de impresión, puesto que el recubrimiento de caucho del rodillo de impresión es capaz de impregnar, con la tinta que lleva adherida, superficies con texturas irregulares o rugosas. Todo esto debido a las propiedades elásticas del caucho, que no presentan los rodillos metálicos.

## Características

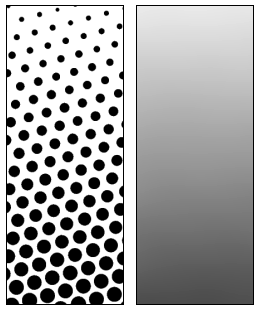
Conversión de una escala de grises en semitonos

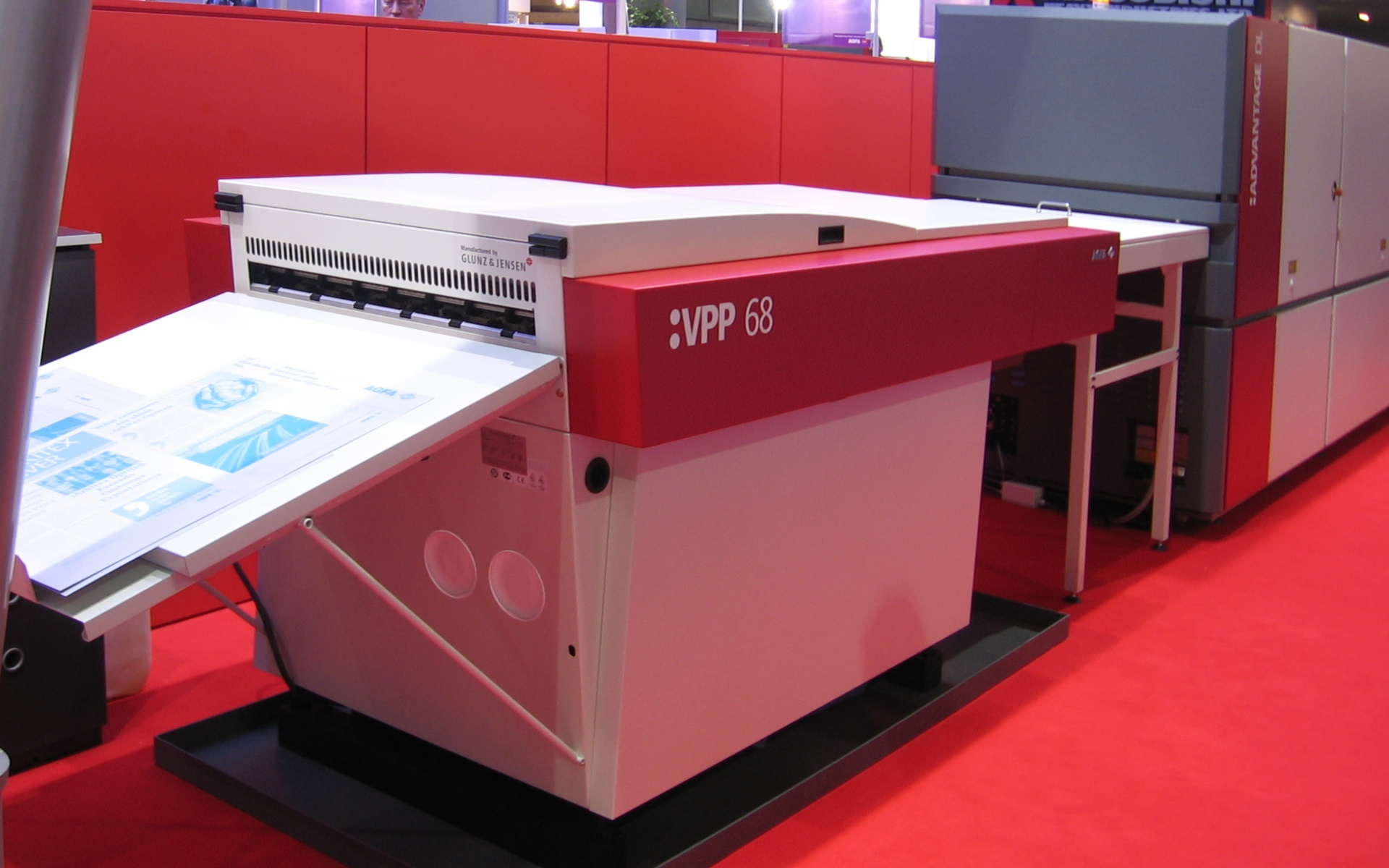
Dispositivo de impresión directa a la plancha (Computer to Plate) de la casa AGFA. Usa un láser violeta para la generación de la placa litográfica.

El método de impresión ófset es uno de los sistemas indirectos de impresión, ya que el sustrato (generalmente papel) no tiene contacto con la plancha matriz para traspasar la imagen. La tinta pasa de la placa de aluminio al cilindro portacaucho o mantilla para después pasar al papel (u otro sustrato), ejerciendo presión entre el cilindro portacaucho y el cilindro de presión.
La impresión ófset se realiza mediante planchas monocromáticas, de modo que debe crearse una plancha por cada color a imprimir; en el caso de la fotocromía, por cada uno de los cuatro colores del modelo de color CMYK (cian, magenta, amarillo y negro), a lo que también se le conoce como impresión en cuatricromía; además, interviene en el proceso un quinto color: el blanco del papel. Utilizando cantidades diferentes de esos cinco colores, pueden reproducirse casi cualquier color alcanzable a través del modelo sustractivo de color, con la excepción de colores «metálicos» como el dorado y el plateado, y colores fosforescentes o que estén fuera del rango del modelo CMYK los cuales, en caso de ser necesitados, pueden ser aplicados con tintas de estos colores directamente utilizando planchas adicionales, mediante el método conocido como tintas planas.
Todas las fotografías (en color o en escala de grises) pueden reproducirse litográficamente mediante la utilización del proceso de difusión por semitonos. Actualmente se digitaliza la película fotográfica (mediante un escáner de alta resolución), o se obtiene la imagen mediante fotografía digital, y en el proceso de preprensa se le somete a un proceso de separación de colores, que crea una imagen distinta representativa de cada canal de color.
A partir de la imagen separada se crea un fotolito, el cual se proyecta con luz ultravioleta sobre una emulsión sensible lipofílica esparcida sobre un sustrato metálico, generalmente de aluminio anodizado o monometálico u otras aleaciones, que luego se revela; otro método de creación de la plancha es la impresión sobre una plancha plástica mediante impresora láser (el tóner actúa como sustrato lipofílico), o la transferencia directa de la imagen digital a través de un láser, mediante un dispositivo conocido como Computer to Plate, también conocido por sus siglas, CTP. Cada una de las retículas de semitono se imprime en un ángulo distinto, para evitar al máximo la superposición entre los puntos; sin embargo, las tintas utilizadas tienen un nivel razonable de transparencia, para corregir las imperfecciones de la mezcla por semitonos de tal forma que durante la observación normal se produzca la ilusión de mezcla entre las cuatro tintas separadas.

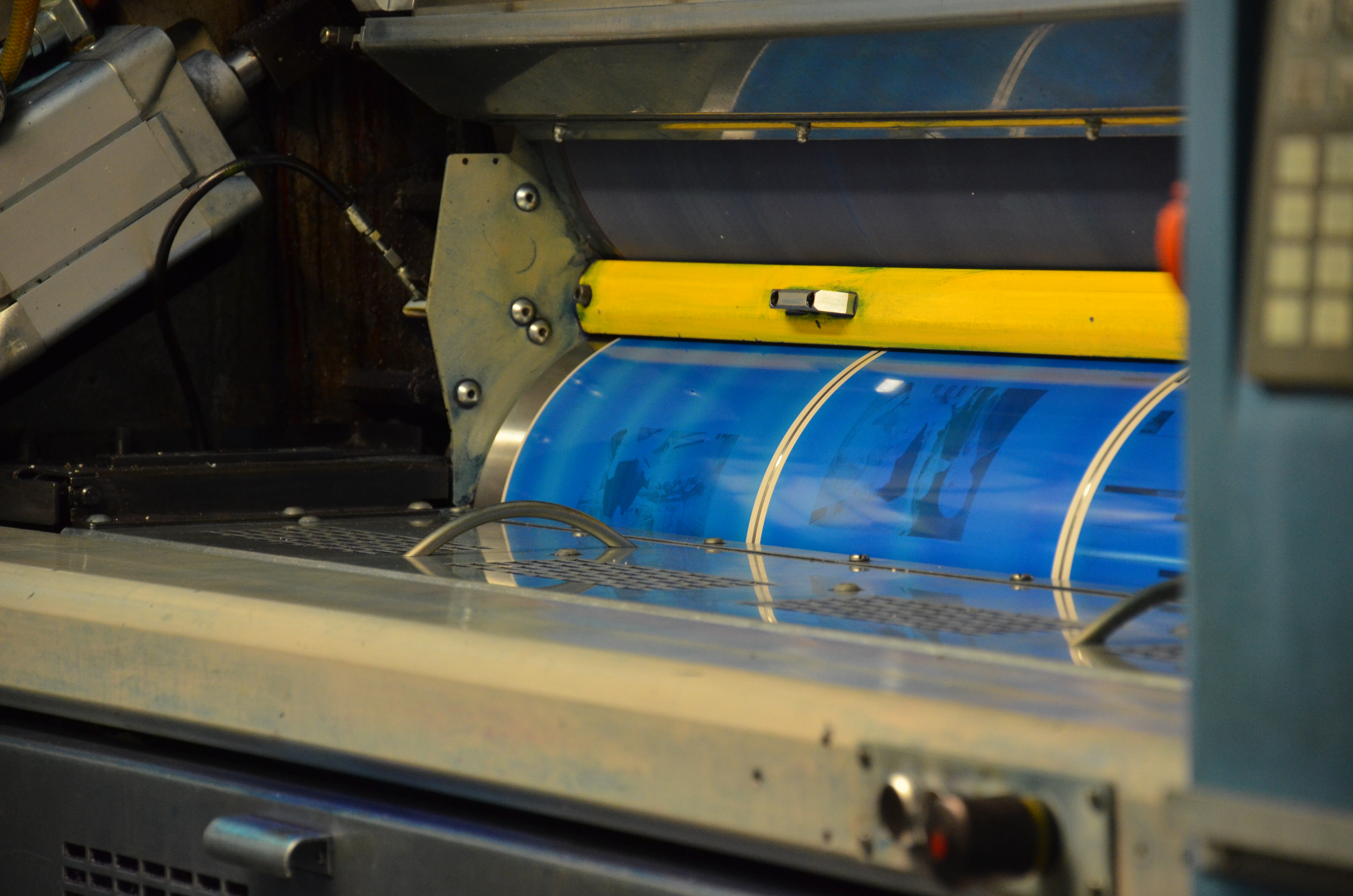
Vista de los rodillos en una imprenta ófset, en donde se puede ver la plancha con el motivo de impresión.
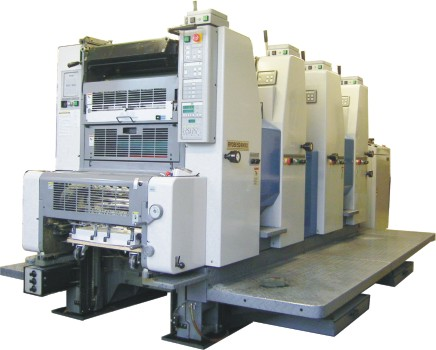
Imprentas ordenadas en serie, configuración usual para cuatricromía.
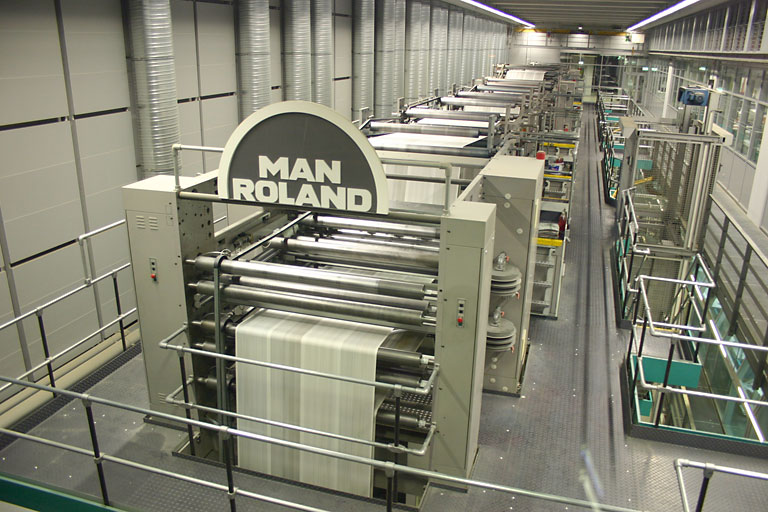
Imprenta MAN Roland, ejemplo de imprenta ófset rotativa.

Posteriormente, la plancha se pasa primero por un rodillo mojador, impregnándola de agua y, seguidamente, por un rodillo entintador. Como la tinta es un compuesto graso, es repelida por el agua, y se deposita exclusivamente en las partes tratadas, es decir, con imagen. El agua, a menudo, contiene otras sustancias para mejorar su reactividad con la plancha y la tinta.
Finalmente, las imágenes ya entintadas se transfieren a un caucho que forra otro cilindro, siendo este caucho el que entra en contacto con el papel para imprimirlo, ayudado por un cilindro de contrapresión, o platina.
Este tipo de impresión es el más utilizado en las grandes tiradas de volumen, debido a sus evidentes ventajas de calidad, rapidez y costo, lo que permite trabajos de grandes volúmenes de impresión a precios muy reducidos. A pesar de que las modernas imprentas digitales (por ejemplo la serie Indigo de HP o la Xerox iGen3) se acercan a la relación coste/beneficio de una imprenta ófset, aún no son capaces de producir las ingentes cantidades que se requieren, por ejemplo, para la tirada de un periódico de amplia difusión. Además, muchas impresoras ófset de última generación usan sistemas computarizados a la plancha de impresión en lugar de los antiguos, que lo hacían a la película, lo que incrementa aún más su calidad.
En las dos últimas décadas, la flexografía se ha convertido en la forma dominante de imprimir en embalajes debido a sus bajas expectativas de calidad y al coste significativamente más bajo en comparación con otras formas de impresión.

## Ángulos de trama
Una trama de medios tonos está compuesta por pequeños puntos ordenados en líneas. El tamaño de los puntos varía en función de los tonos que se quieren simular. Por ejemplo en las áreas claras estos puntos son pequeños y las oscuras más grandes. Los puntos de trama se comprenden de puntos de exposición en una filmadora; la resolución de una filmadora se mide en dpi (puntos por pulgada) los puntos de exposición están dentro de patrón cuadriculado o retícula denominado celda de medios tonos.
La frecuencia de la trama es una medida que hace referencia al número de celdas de medios tonos por línea. Se expresa en líneas por pulgada (lpi).
Lineatura apropiada según las calidades de papel y técnicas de impresión:
Papel
- Papel periódico 65-85 lpi
- No estucado 100-133 lpi
- Estucado, mate 133-170 lpi
- Estucado brillante 150-220 lpi

Métodos de impresión
- Ófset 65-220 lpi
- Huecograbado 120-240 lpi
- Serigrafía 50-100 lpi
- Flexografía 90-120 lpi

El cerebro puede percibir con facilidad patrones de ángulos de entre 0 y 90 grados. En la impresión de cuatricromía tenemos cuatro tramas -una por tinta-; estas se deben colocar en cuatro ángulos distintos, con una diferencia de 30° entre cada uno para evitar la aparición de muaré; el cual siempre se genera con el amarillo, pero como este es menos perceptible disimula el efecto que se produce debido a un ángulo erróneo en la orientación de la trama. ésta puede variar en su angulación, dadas las medidas que se deben tomar para prevenis la aparición del indeseable efecto de moaré en una imagen:
- Cian: 15°/75°
- Negro: 45°/90(0)°
- Magenta: 75°/45°
- Amarillo: 90°/15°

Se debe tener en cuenta que, para prevenir la aparición del efecto moaré, nunca se debe dejar cerca en su giro de trama el Cian y el Negro.

## Ventajas
- Una imagen de alta calidad consistente, más clara y definida que con otros sistemas de impresión.
- Se puede utilizar en una gran cantidad de superficies aparte de soportes celulósicos con distintos acabados superficiales, apto para operaciones complementarias
- Las láminas (plancha o matriz) son de rápida y fácil producción.
- La duración de las láminas es mayor que en imprentas de litografía directa, porque aquí no hay contacto directo entre la plantilla y la superficie de contacto.
- En grandes tiradas de producción el precio de cada impresión es inferior a cualquier otro sistema.

El sistema ófset presenta indudables ventajas para la impresión sobre soportes papeleros, algunas de estas ventajas sobre otros sistemas son:
- Alta lineatura.
- No huella en el dorso.
- No efecto squash.
- Grandes velocidades de impresión.
- Bajo coste de la forma impresora.
- Facilidad de retoques.